# قائمة البعثات الدبلوماسية في نيبال

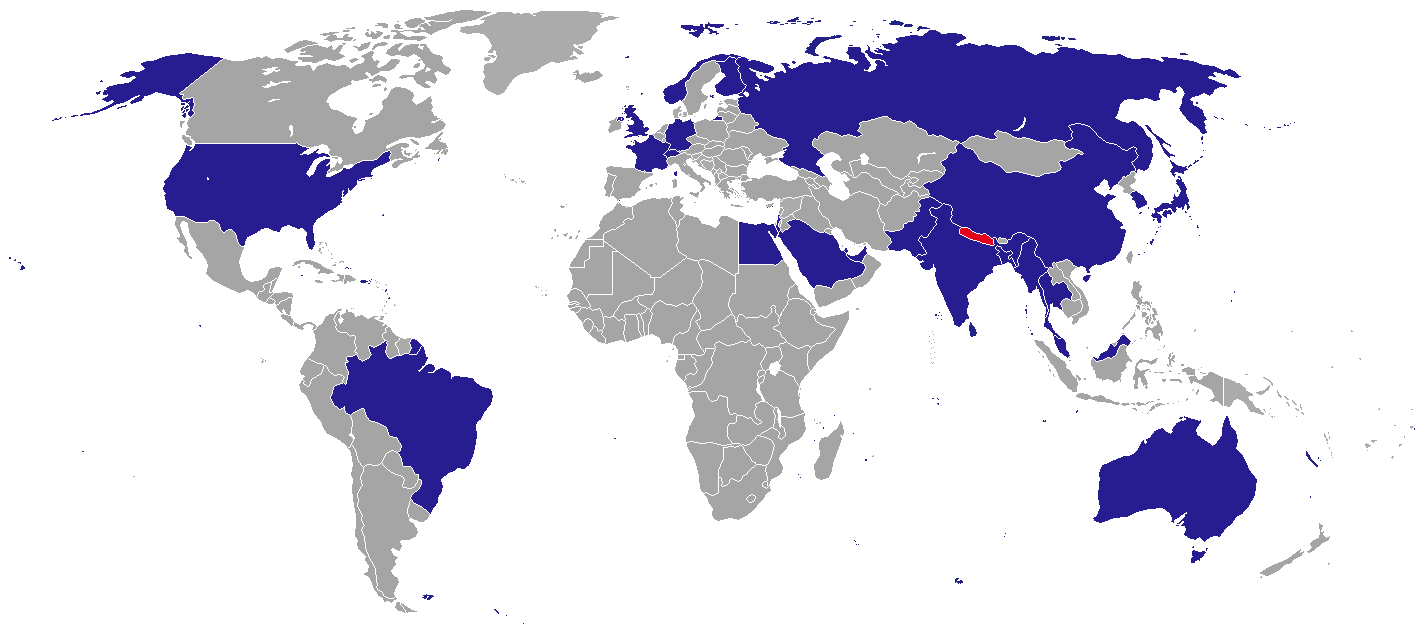
خريطة البعثات الدبلوماسية في نيبال

هذه قائمة البعثات الدبلوماسية في نيبال. في الوقت الحاضر تستضيف العاصمة كاتماندو 29 سفارة. لدى العديد من البلدان الأخرى سفارات غير مقيمة بعضها في نيودلهي وبعضها في أماكن أخرى (بما في ذلك القنصليات الفخرية).

## سفارات فيكاتماندو
- أستراليا
- بنغلاديش
- البرازيل
- الصين
- مصر
- فنلندا
- فرنسا
- ألمانيا
- الهند
- إسرائيل
- اليابان
- ماليزيا
- ميانمار
- كوريا الشمالية
- النرويج
- باكستان
- قطر
- روسيا
- المملكة العربية السعودية
- كوريا الجنوبية
- سريلانكا
- تايلاند
- الإمارات العربية المتحدة[1]
- المملكة المتحدة
- الولايات المتحدة

## بعثات أخرى فيكاتماندو
- الاتحاد الأوروبي (وفد)

## القنصليات العامة
بيرغونج
- الهند

## البعثات المغلقة
| المدينة المضيفة | بلد الإرسال | مستوى المهمة | انتهى العام | Ref.  |
| --------------- | ----------- | ------------ | ----------- | ----- |
| كاتماندو        | دنمارك      | سفارة        | 2017        | [ 2 ] |
| كاتماندو        | إندونيسيا   | سفارة        | 1967        | [ 3 ] |
| كاتماندو        | بولندا      | سفارة        | 1991        | [ 4 ] |

## السفارات غير المقيمة
السفارات الواقعة في نيودلهي، الهند.
- أفغانستان
- ألبانيا
- الجزائر
- الأرجنتين
- أرمينيا
- النمسا
- أذربيجان
- البحرين
- بيلاروسيا
- بلجيكا
- بوتان
- البوسنة والهرسك
- بروناي
- بلغاريا
- كندا
- تشيلي
- كوستاريكا
- كولومبيا
- كرواتيا
- كوبا
- قبرص
- التشيك
- كمبوديا
- الدنمارك
- إستونيا
- إثيوبيا
- اليونان
- غواتيمالا
- غينيا
- الكرسي الرسولي
- المجر
- إيران
- العراق
- أيرلندا
- إيطاليا
- آيسلندا
- ساحل العاج
- الأردن
- كينيا
- الكويت
- قرغيزستان
- لاوس
- لبنان
- ليسوتو
- ليتوانيا
- لوكسمبورغ
- مالطا
- المكسيك
- المغرب
- موزمبيق
- هولندا
- نيوزيلندا
- عمان
- بنما
- باراغواي
- بيرو
- الفلبين
- بولندا
- رومانيا
- صربيا
- سنغافورة
- إسبانيا
- سلوفاكيا
- سلوفينيا
- أسبانيا
- السودان
- سويسرا
- توغو
- تنزانيا
- تونس
- تركيا
- أوغندا
- أوكرانيا
- فيتنام
- زامبيا
- زيمبابوي

مواقع الإقامة الأخرى:
- إندونيسيا (دكا)
- جزر المالديف (إسلام آباد)

## بعثة غير مقيمة
مقيم في نيودلهي
- تايوان

## سفارات قيد الافتتاح
- كمبوديا (سفارة)[5]